# Omicron aequale
Omicron aequale är en stekelart som beskrevs av Giordani Soika 1978. Omicron aequale ingår i släktet Omicron och familjen Eumenidae. Inga underarter finns listade i Catalogue of Life.